# 陈经纬
陈经纬，SBS（1948年—），汉族，廣東汕頭人，中华人民共和国政治人物、香港商人、經緯集團董事局主席、第十一届全国政协委员。
担任全国工商联常委、中国经济社会理事会常务理事。2008年，当选第十一届全国政协委员，代表中华全国工商业联合会，分入第二十二组。并担任外事委员会专委。

## 简历
1992年5月 潮汕星河奖基金会理事会荣誉会长
1993年2月 潮汕历史文化研究传播基金会名誉会长
1993年3月 天津中华民族文化促进会名誉会长
1993年4月 四川省广安市荣誉市民
1994年2月 汕头市教育基金会理事会荣誉会长
1995年3月 潮阳市教育基金会理事会荣誉会长
1996年3月 广东省潮阳市荣誉市民
1996年6月 汕头市工商业联合会名誉会长
1997年7月 汕头市残疾人福利基金会名誉会长
1997年2月 汕头市海外联谊会名誉会长
1999年 汕头市荣誉市民
2013年10月，全国工商联60华诞之际，《中国工商》杂志、华商韬略编辑委员会、中华工商联合出版社联合发起《民营力量璀璨中国梦想——100位对民族产业贡献卓著的民营功勋企业家》荣誉报道活动，彰显民营经济及民营企业家的民族成就与国家贡献，陈经纬作为互联网产业的旗帜人物，获“对民族产业贡献卓著的民营功勋企业家”荣誉。

## 承担社会责任
“企业承担的社会责任并不是企业的额外负担，而是企业存在的必要条件，是企业发展的内在要求。”这一句话深刻地演绎了陈经纬的企业经营之道。企业要发展就需要整合很多内外资源，如果没有以社会责任为目标，就无法整合丰富的社会资源;如果没有以客户为责任目标，就不会与客户持续共赢发展;如果没有以员工为责任目标，就不会带来人力资源乃至整个企业的提升。如果急于求成、盲目扩张、经营不善，导致资金紧缺、管理失控、企业和员工超负荷运作，甚至倒闭破产，将由此带来债务、下岗、失业等问题，更会对社会带来不良影响，造成社会的不安定与不和谐。
一个成功的企业应勇担社会责任，这样才赋予企业真正的价值取向。陈经纬表示，企业承担过多的社会责任不会干扰企业的发展，反而会赢得放量性增长。企业除了经济实体的角色之外，它还有一个重要身份——社会公民。它存在于社会，在社会中成长。因此，企业经营不能只考虑企业利润的最大化，还要考虑自己的合作伙伴，考虑与企业共进退的员工，考虑企业承担的社会责任。企业不能仅仅以追求利润为目的，实现企业利润最大化和社会效益最大化的最佳结合，实现企业经济效益和社会效益的平衡，才是企业追求的理想目标，也才能得到社会的支持和认可。

### 向汶川地震灾区捐款200万港币
四川汶川发生7.8级大地震后，港区全国政协委员、经纬集团董事局主席陈经纬心系灾区，连夜在上海致电香港中联办副主任黎桂康，通过香港中联办向灾区捐款200万元港币，用于赈济四川灾民。
据了解，为及时让捐款早日用于灾民，陈经纬夫人在香港向中央驻港联络办呈交支票，联络办主任高祀仁接受捐款时表示，非常感谢陈经纬先生及经纬置地有限公司的慷慨捐助，帮助国家救助灾区。至此，一向热心社会公益事业的陈经纬先生多年来在内地用于救灾、扶贫、教育等社会公益事业的捐款共达7000多万元。
当天，陈经纬在上海接受记者采访时表示，昨天四川地震灾情发生后，中央政府高度重视。作为一名全国政协委员一名企业家，一定要有强烈的社会责任感，灾情就是命令，面对灾情我应该尽自己一份绵薄之力。陈经纬呼吁，希望各界要本着“一方有难，四方支援”的精神，伸出援助之手，帮助灾民渡过困难，帮助灾民重建家园，以体现社会主义大家庭的温暖。

### 向芦山地震灾区捐款200万港元
陈经纬在得悉四川雅安芦山地震灾情后，主动联系中央人民政府驻香港特别行政区联络办公室，捐出善款200万港元以赈济灾区。这是中央驻港联络办收到的第一笔向雅安芦山地震灾区的捐款。
中央驻港联络办副主任殷晓静代表中联办接收捐款时表示，对陈经纬先生在得知灾情后第一时间捐出善款的行为，表示深深的敬意。她说，香港同胞在祖国发生严重灾害时，总是及时伸出援助之手，对此中联办表示感谢。

### 向汕头灾区捐助300万元
2013年8月18日，莅临汕头参加潮汕星河奖颁奖大会的香港中国商会主席、全国政协经济委员会副主任、中华全国工商联副主席、香港经纬集团主席陈经纬心系家乡汕头，向受暴雨影响水患严重的汕头潮南区、潮阳区捐款300万元，以帮助灾区群众渡过难关。他呼吁社会各界热心人士和企业家伸出援手，助力灾民重建家园。

## 外部連結
- King Wai Group (Thailand) Public Company Limited （页面存档备份，存于）
- 经纬集团 （页面存档备份，存于）